# ハンニバル作戦

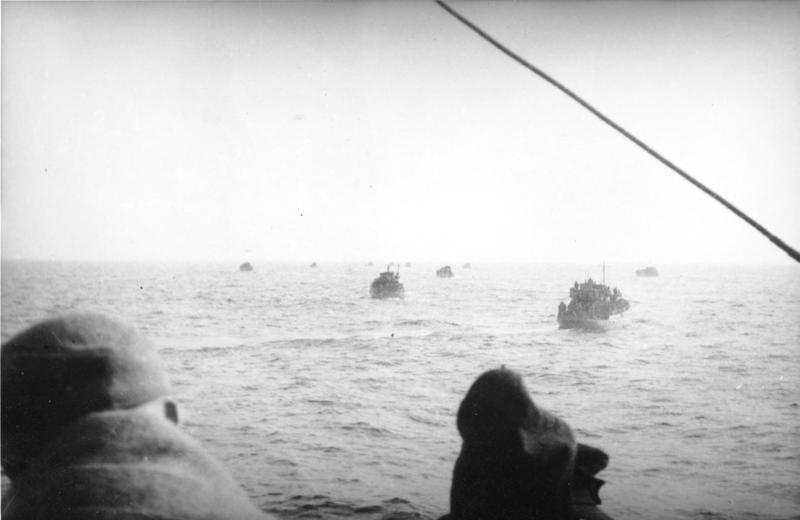
バルト海を横断する避難船

ハンニバル作戦（ハンニバルさくせん）は、1945年1月中旬から5月にかけて、東プロイセンおよびポーランド回廊からバルト海経由でドイツ軍と民間人を避難させるドイツ海軍の作戦。

## 作戦
東プロイセン攻勢における赤軍の進軍により、1945年1月23日から2月10日にかけて東プロイセンは孤立する。そのため、ドイツ海軍総司令官カール・デーニッツ元帥は1945年1月23日、占領下のポーランドのグディニャに指示を送り、ソビエトの作戦地域外の港への避難を開始した。
本作戦により避難した軍人および民間人の総数は、5年前に行われた英国のダイナモ作戦よりもさらに多く、歴史上最大の海上避難の1つとなった。15週間に渡り、漁船なども含むあらゆる種類の商船494から1,080隻や投入された残存する最大のドイツ海軍部隊によって80万～90万人の民間人と35万人の兵士がバルト海を渡ってドイツ本国やドイツ占領下のデンマークへと運ばれた。
ハンニバル作戦は1945年1月23日に開始された。1月30日には客船「ヴィルヘルム ･ グストロフ」、「ハンザ」及び捕鯨母船「ヴァルターラウ」がポーランドのグディニャを出航し、キールに向かった。「ハンザ」は機械的なトラブルで港に戻ることを余儀なくされたが、1万名以上の民間人と軍人が乗船していた「ヴィルヘルム・グストロフ」は航行を続けた。「ヴィルヘルム・グストロフ」はポメラニア沖にてソ連海軍の潜水艦「S-13」に撃沈され、9,500名もの犠牲者を出したとされる。「ヴァルターラウ」は最終的にエッカーンフェルデに到着した。
2月9日、客船「シュトイベン」は3,000名から4,000名（主に軍人）を乗せてバルチースクを出航し、シフィノウイシチェに向かった。「シュトイベン」も深夜に「S-13」に沈められ、生存者は650名のみであった。
3月初旬、ドイツの装甲艦「アドミラル・シェーア」と、3隻の駆逐艦およびエルビング級水雷艇「T36」で構成される艦隊がヴォリン島近くのドイツの橋頭堡に対する掩護を行った。その最中に、海軍の小型艦船はその地域で孤立していた75,000人以上の兵士と民間人を避難させた。その人たちは沖合にあるより大きな軍艦や他の輸送船に運ばれた。これらの輸送船の多くは沈没したが、ドイッチュラントなどの大型客船が航行し、それぞれ最大11,000人の兵士と民間人を輸送した。

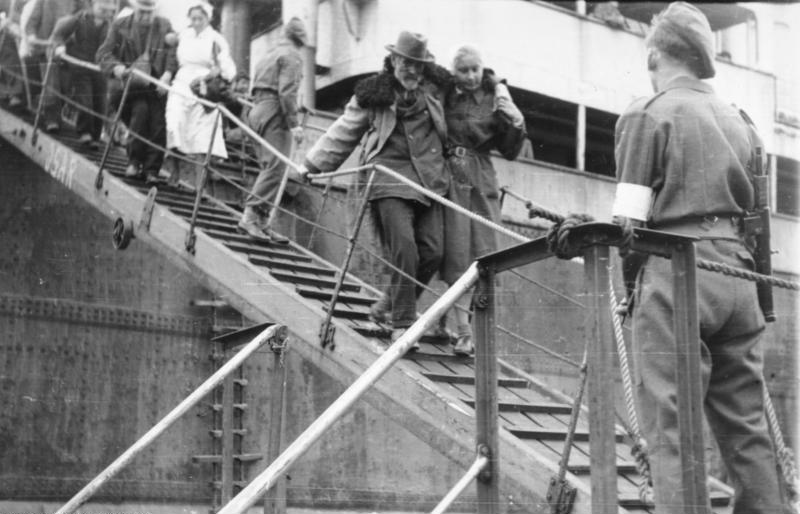
イギリス軍が占領している西部の港に到着した避難者

4月4日から5日の夜、小型船と上陸用舟艇の艦隊が3万人以上の兵士と民間人をオクシェフター・ケンペから避難させ、ヘル半島に輸送した。4月だけでも265,000人近くがグダニスクからヘル半島に避難したと推定されている。
4月15日、4隻の客船や他の輸送船からなる別の大型船団が2万人以上の兵士と民間人と共にヘル半島を出航した。4月16日、貨物船「ゴヤ」は「L-3」による雷撃で撃沈され、6,000名以上の命が失われ、生存者は183名のみであった。
なお、危険だと思われていた陸路は妨害を受けず、決死の覚悟で陸路を行った人々はおおむね無事で、比較的安全だと思われた海路で多数の犠牲者が出るという皮肉な結果に終わった。

### 物資の不足
食糧と薬品の不足はナチス政権における主要な問題とされており、本作戦においても救助船にて高齢者と幼児の死因となる傾向が見られた。その他にも燃料不足は深刻な状況であり、戦争が始まって以来最低のレベルに陥った。

## 損失
ゴヤ、ヴィルヘルムグストロフ、シュトイベンに加えて、ハンニバル作戦の15週間（1945年1月23日から5月8日）の間に158隻が失われた。